# 水北街道
水北街道是中华人民共和国福建省南平市邵武市下辖的一个乡镇级行政单位。

## 行政区划
水北街道下辖以下地区：
水东社区、桥头社区、水北社区、飞机坪社区、太保路社区、小西门头社区、王宝段社区、车家园社区和越王社区。